# Viols-le-Fort

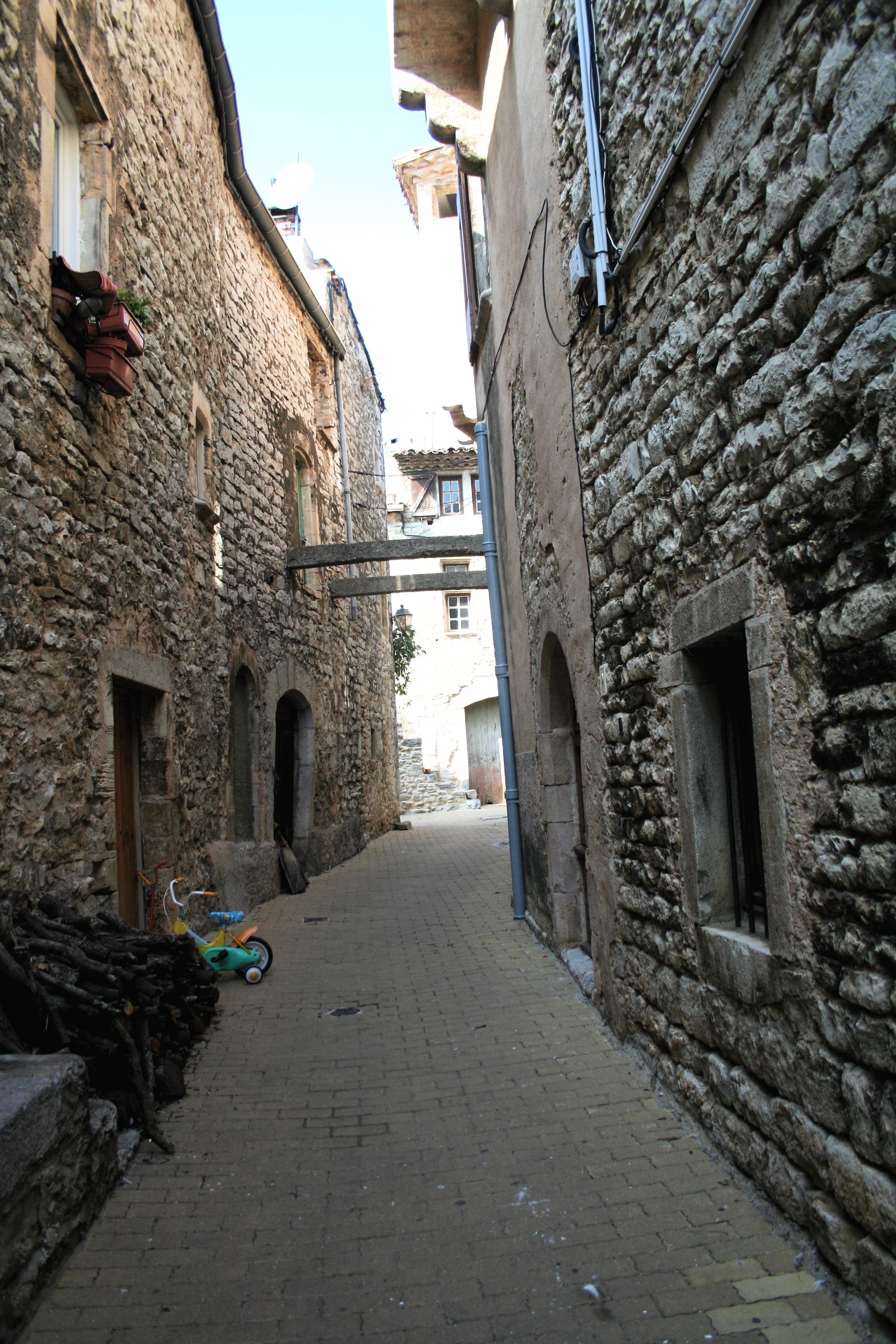
Starówka w Viols-le-Fort, 2007

Viols-le-Fort – miejscowość i gmina we Francji, w regionie Oksytania, w departamencie Hérault.
Według danych na rok 1990 gminę zamieszkiwało 670 osób, a gęstość zaludnienia wynosiła 40 osób/km² (wśród 1545 gmin Langwedocji-Roussillon Viols-le-Fort plasuje się na 439. miejscu pod względem liczby ludności, natomiast pod względem powierzchni na miejscu 476.).

## Populacja

Populacja Viols-le-Fort w latach 1962-2008